# Château de Charnay
Le château de Charnay est situé sur la commune de Perrigny-sur-Loire en Saône-et-Loire, sur une légère éminence dominant la Loire.

## Description
Les bâtiments, habitations et communs, sont disposés autour d'une cour carrée. À l'angle nord-est, une tour ronde, flanquée d'une tourelle d'escalier a été construite au XVe siècle.
Le corps de logis principal, de la même époque, a été remanié au XVIIe siècle, et profondément transformé de l'extérieur au XIXe siècle. À l'intérieur, il renferme une cheminée monumentale et les fresques restaurées de l'ancienne chapelle, l'ensemble datant du XVe siècle.
Le château est une propriété privée et ne se visite pas.

## Historique
- Début XVe siècle : franc-alleu, le château appartient à la famille de Rumilly.
- Début XVIIIe siècle : Jean de Rumilly vend la propriété à Claude Morey de Vianges.
- 1755 : transmission par le précédent à Jean-Baptiste de Mac Mahon, marquis d'Éguilly (1715-1764), Irlandais, grand-père du maréchal de Mac Mahon.